# Ruud Adrianus Jolie
Ruud Jolie, Rudolf Adrianus Jolie, född 19 april 1976 i Tilburg, Nederländerna, spelar gitarr i bandet Within Temptation. Ruud är enda barnet i sin familj. Han spelade i bandet Brotherhood Foundation i två år. När Brotherhood Foundation spelade 1998 på en festival i Czech Republic, träffade Ruud Within Temptation som också spelade där. Då var Michiel Papenhove fortfarande Within Temptations gitarrist, och då fanns det inga planer på att Ruud skulle gå med i bandet. 
Sedan Ruud hade slutat i Brotherhood Foundation gick Ruud med i rockbandet "Vals Licht" (False Light) 2001. Han hade bara varit med i bandet i en månad när han fick ett telefonsamtal från Within Temptation som frågade om Ruud kunde vara med i deras band för att Michiel Papenhove skulle sluta. Men Ruud tackade nej till det för att han just hade kommit med i "Vals Licht". Några månader senare fick Johann De Groot, som var med i "Vals Licht", diagnosen att han hade lungcancer. 
Samma vecka frågade Robert Westerholt om Ruud kunde gå med i Within Temptation. Ruud tackade nej igen.
Sommaren 2001 hade Within Temptation ett gig i Mexico. Ruud reste med dem och under resan fördes Ruud närmare Within Temptations medlemmar, då förstod Ruud att han ville vara en av dem. Men Within Temptation hade redan en gitarrist. När de kom hem så funkade det dock inte med den "nya" gitarristen, så Ruud fick ett tredje samtal från Robert om han ville vara med i bandet och då gick Ruud med på det.

## Diskografi
- The Outsidaz 2001 The Outsidaz
- Attacks When Provoked 2002 Lieke
- All in Hand 2002 Rosemary’s Sons
- Mother Earth Tour Live CD 2002 Within Temptation
- Luidkeels 2003 Vals Licht
- Running up that Hill (single) 2003 Within Temptation
- The Silent Force 2004 Within Temptation
- Woensdag Soundtrack 2004 Asura Pictures
- The Silent Force Tour Live CD 2005 Within Temptation
- The Rebel in You 2006 Yellow Pearl
- The Heart of Everything 2007 Within Temptation
- The Unforgiving 2011 Within Temptation